# 극장판 진격의 거인 완결편 더 라스트 어택
《극장판 진격의 거인 완결편 더 라스트 어택》(일본어: 劇場版「進撃の巨人」完結編 THE LAST ATTACK,, 영어: Attack on Titan the Movie: The Last Attack)은 2024년 11월 8일에 개봉한 일본의 판타지, 액션, 애니메이션 영화이다. 진격의 거인 The Final Season의 완결편 전편, 후편을 합친 145분 분량을 재구축한 총집편이다. 대한민국에서는 애니플러스에서 수입하여 2025년 3월 13일 메가박스에서 단독 개봉되었다.

## 줄거리
거인의 위협으로부터 몸을 지키기 위해 거대한 벽을 구축, 그 안에서 숨을 죽이듯이 살고 있던 인류. 100년의 평화는 초대형 거인의 습격으로 깨져 어머니를 잃은 소년 엘런 예거는 모든 거인을 구축하는 것을 맹세하고 거인과 싸우는 조사병단의 일원이 됐다.
말 그대로 목숨을 건 싸움 속에서 엘런은 자신도 거인이 되는 능력을 얻어 인류의 승리에 공헌하면서도 조금씩 세계의 진실에 접근해 간다.
무수한 거인을 이끌어 이 세계의 살아있는 모든 것을 짓밟는 "땅울림".
미카사와 아르민을 비롯한 남겨진 자들은 세계를 멸망시키려는 엘런을 막기 위해 마지막 싸움에 임한다.

## 출연진

### 파라디 섬 등장인물 성우진
- 카지 유우키 - 엘런 예거 역
- 이시카와 유이 - 미카사 아커만 역
- 이노우에 마리나 - 아르민 알레르토 역
- 시모노 히로 - 코니 스프링거 역
- 미카미 시오리 - 히스토리아 레이스 역
- 타니야마 키쇼 - 장 키르슈타인 역
- 박로미 - 한지 조에 역
- 카미야 히로시 - 리바이 아커만 역

### 마래 제국 등장인물 성우진
- 시마무라 유 - 애니 레온하트 역
- 호소야 요시마사 - 라이너 브라운 역
- 코야스 타케히토 - 지크 예거 역
- 하나에 나츠키 - 팔코 그라이스 역
- 사쿠라 아야네 - 가비 브라운 역
- 누마쿠라 마나미 - 피크 핑거 역

### 기타 인물
- 히와타리 코우지 - 오니안코폰 역
- 사이가 미츠키 - 옐레나 역
- 아오야마 유타카 - 뮬러 장관 역

## 참고 사항
- 영화가 인기를 끌고 숲(아프리카티비)에서 스트리머들이 같이보기를 하며 진격의 거인이 제2의 전성기를 맞이했다.